# Municipio de Cedar (condado de Callaway)
El municipio de Cedar (en inglés: Cedar Township) es un municipio ubicado en el condado de Callaway en el estado estadounidense de Misuri. En el año 2010 tenía una población de 2937 habitantes y una densidad poblacional de 24,02 personas por km².

## Geografía
El municipio de Cedar se encuentra ubicado en las coordenadas 38°42′18″N 92°6′43″O / 38.70500, -92.11194. Según la Oficina del Censo de los Estados Unidos, el municipio tiene una superficie total de 122.27 km², de la cual 121,05 km² corresponden a tierra firme y (1 %) 1.22 km² es agua.

## Demografía
Según el censo de 2010, había 2937 personas residiendo en el municipio de Cedar. La densidad de población era de 24,02 hab./km². De los 2937 habitantes, el municipio de Cedar estaba compuesto por el 96,22 % blancos, el 1,12 % eran afroamericanos, el 0,48 % eran amerindios, el 0,34 % eran asiáticos, el 0,31 % eran de otras razas y el 1,53 % eran de una mezcla de razas. Del total de la población el 1,67 % eran hispanos o latinos de cualquier raza.